# 劉崧
劉 崧（りゅう すう、1321年 - 1381年）は、明初の官僚・文人。もとの名は楚。字は子高、号は槎翁。本貫は吉州泰和県。

## 生涯
貧家に生まれて学問につとめた。元末に郷試に及第した。1370年（洪武3年）、明経に挙げられ、名を崧と改めた。奉天殿で洪武帝の召見を受け、兵部職方司郎中に任じられた。命を受けて鎮江で食糧を徴収した。鎮江には功臣の田地が多く、租税や賦役が民衆の負担になっていたことから、劉崧は減税免役を強く求めた。1373年（洪武6年）、北平按察副使に転じ、刑の軽減と事務の簡素化につとめた。流亡の民を呼び集め、生業に復させた。文天祥祠を学宮のそばに立てた。学門に刻石し、諸生に徭役を重ねて課さないよう府県に示した。僻地の駅馬を減らすよう請願し、洪武帝に許可された。このため胡惟庸に憎まれ、事件に連座して労役刑を科された。ほどなく釈放されて帰郷した。1380年（洪武13年）1月、胡惟庸が処刑されると、劉崧は召し出されて礼部侍郎に任じられた。4月、吏部尚書に抜擢された。5月、致仕した。1381年（洪武14年）3月、召し出されて国子司業となり、鞍をつけた馬を賜った。4月、病のため死去した。享年は61。1644年（崇禎17年）、恭介と追諡された。著書に『北平八府志』30巻・『北平事蹟』1巻・『文集』18巻・『詩』8巻があった。